# Basidie

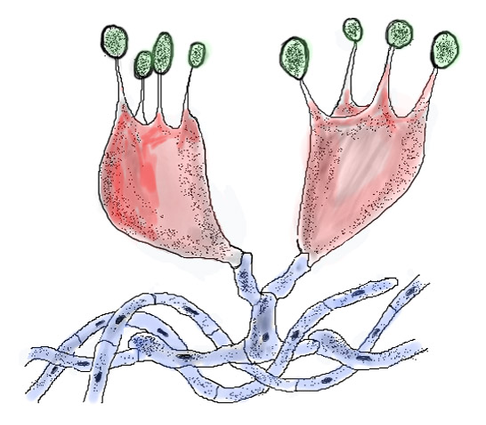
basidie, kresba

Basidie je buňka stopkovýtrusých hub, v níž dochází ke karyogamii a následné meióze.
Jsou dva základní typy basidií:
- holobasidie (nedělená basidie)
- fragmobasidie (dělená basidie)